# Acetophenon
Acetophenon [at͡setofeˈnoːn] (Name zusammengesetzt aus: Acetyl-, o, phen von der Phenylgruppe und on zur Kennzeichnung als Keton) ist eine aromatische organisch-chemische Verbindung und gehört zu den Ketonen. Acetophenon wurde unter anderem als Hypnotikum eingesetzt und war als solches unter dem Trivialnamen Hypnon bekannt.

## Vorkommen
Acetophenon ist ein Bestandteil vieler ätherischer Öle wie etwa Labdanum, Castoreum, Stirlingia latifolia. Außerdem kommt dieses Keton in vielen natürlichen Aromen und in Steinkohleteer vor.

## Gewinnung und Darstellung
Acetophenon lässt sich durch Friedel-Crafts-Acylierung von Benzol mit Essigsäurechlorid oder Essigsäureanhydrid herstellen. Es war eine der ersten Verbindungen, die der französische Chemiker Charles Friedel und US-amerikanische Chemiker James Mason Crafts nach ihrer 1877 entdeckten Methode herstellten.
Im Gegensatz zur Friedel-Crafts-Alkylierung fungiert dabei die Lewis-Säure Aluminiumchlorid (AlCl3) nicht als Katalysator, sondern wird als Reagenz in äquivalenten Mengen verbraucht, wobei nach der notwendigen Hydrolyse des Zwischenprodukts Aluminiumhydroxid entsteht.
Eine industrielle Synthese erfolgt durch eine katalytische Oxidation von Ethylbenzol mittels Luft.

## Eigenschaften

### Chemische Eigenschaften
Die Methyl-Gruppe im Acetophenon besitzt CH-Acidität und kann durch starke Basen (hier als B− dargestellt) deprotoniert werden, wobei ein resonanzstabilisiertes Enolat-Ion gebildet wird:
Der pKS-Wert in Dimethylsulfoxid (DMSO) ist in der nebenstehenden Infobox angegeben.

### Physikalische Eigenschaften
Acetophenon ist eine farblose bis gelbliche Flüssigkeit mit einem süßen, an Orangenblüten erinnernden Geruch. Unter Normaldruck siedet die Verbindung bei 202 °C. Die Dampfdruckfunktion ergibt sich nach Antoine entsprechend log10(P) = A−(B/(T+C)) (P in bar, T in K) mit A = 4,64896, B = 2006,397 und C = −43.472 im Temperaturbereich von 310 bis 475 K. Acetophenon bildet mit Wasser ein azeotrop siedendes Gemisch bei 98 °C und 82 % Wasseranteil.
| Eigenschaft               | Typ                | Wert [Einheit]                 | Bemerkungen                |
| ------------------------- | ------------------ | ------------------------------ | -------------------------- |
| Standardbildungsenthalpie | ΔfH0liquid ΔfH0gas | −142,5 kJ·mol−1 −86,7 kJ·mol−1 |                            |
| Standardentropie          | S0gas              | 372,88 J·mol−1·K−1             | als Gas                    |
| Verbrennungsenthalpie     | ΔcH0liquid         | −4148,9 kJ·mol−1               |                            |
| Wärmekapazität            | cp                 | 227,6 J·mol−1·K−1 (25 °C)      | als Flüssigkeit            |
| Kritische Temperatur      | Tc                 | 709,6 K                        |                            |
| Kritischer Druck          | pc                 | 40,1 bar                       |                            |
| Kritische Dichte          | ρc                 | 2,59 mol·l−1                   |                            |
| Schmelzenthalpie          | ΔfH                | 16,65 kJ·mol−1                 | beim Schmelzpunkt          |
| Verdampfungsenthalpie     | ΔVH                | 43,63 kJ·mol−1                 | beim Normaldrucksiedepunkt |

### Sicherheitstechnische Kenngrößen
Acetophenon bildet bei höheren Temperaturen entzündliche Dampf-Luft-Gemische. Die Verbindung hat einen Flammpunkt bei 77 °C. Die untere Explosionsgrenze liegt bei 1,1 Vol.‑% (55 g/m3), der untere Explosionspunkt bei 70 °C. Die Zündtemperatur beträgt 535 °C. Der Stoff fällt somit in die Temperaturklasse T1. Die elektrische Leitfähigkeit ist mit 3,1·10−7 S·m−1 eher gering.

## Verwendung
Acetophenon ist aufgrund seiner reaktionsfähigen Struktur Ausgangsstoff zahlreicher Synthesen als Ausgangs- oder Zwischenprodukt für andere Duftstoffe und Pharmazeutika sowie Kunstharze. Weiterhin ist er als hochsiedendes Lösungsmittel für Farben und Harze einsetzbar.

## Sicherheitshinweise
Acetophenon als reiner Stoff ist beim Verschlucken gesundheitsschädlich. Er reizt die Augen und kann bei Einwirkung auf die ungeschützte Haut eine Dermatitis hervorrufen. Als Spritzschutz sollten geeignete Handschuhe getragen werden. In höheren Konzentrationen wirkt er hypnotisch, daher auch die Synonymbezeichnung Hypnon. Die Dämpfe erzeugen in einer Konzentration von 80 ppm bei einer Einwirkung von über einer Stunde starke Vergiftungserscheinungen.
Acetophenon ist schwer entzündlich und wenig flüchtig. Die Dämpfe sind viel schwerer als Luft. Mit starken Oxidationsmitteln und starken Basen kann es zu stark exothermen Reaktionen kommen.
Über 300 °C kommt es zur Zersetzung von Acetophenon. Dabei können Benzol, Biphenyl, 1,4-Diphenylbenzol, Kohlenstoffmonoxid, Methan, Wasserstoff, Ethen und/oder Toluol entstehen.